# 女權天使
《女權天使》（英語：Iron Jawed Angels）是一部關於美國1910年代女性爭取投票權運動的電影。這部電影是由美國HBO自製，2004年發行，導演卡嘉馮加納(Katja von Garnier)，電影的主軸放在愛莉絲·保羅(Alice Paul)和露西·伯恩(Lucy Burns)兩位在美國女性投票權運動中主要人物身上。

## 主要角色
- 愛莉絲·保羅：希拉蕊·史旺（Hilary Swank）飾演
- 露西·伯恩：法蘭絲·歐康納（Frances O'Connor）飾演
- 伊內絲（Inez Milholland）：茱莉亞·歐蒙（Julia Ormond）飾演
- 凱莉·凱特（Carrie Chapman Catt）：安潔莉卡·休斯頓（Anjelica Huston）飾演